# Europa Transparant
Transparentna Europa lub Europa Przejrzysta (niderl. Europa Transparant, ET) – holenderska partia polityczna, działająca w latach 2004–2008.
Powołanie ET wiosną 2004 zainicjował Paul van Buitenen, księgowy w strukturach europejskich i whistleblower, który kilka lat wcześniej w sposób pośredni przyczynił się do rozwiązania Komisji Europejskiej kierowanej przez Jacques’a Santera. Nowe ugrupowanie swoje hasła programowe skupiało głównie na kwestiach przeciwdziałania nadużyciom finansowym i zwalczaniu korupcji na poziomie Unii Europejskiej.
W wyborach europejskich w 2004 lista Europy Transparentnej uzyskała 7,33% głosów, co przełożyło się na dwa (z 27 przypadających Holandii) mandaty posłów do Parlamentu Europejskiego VI kadencji. Objęli je Paul van Buitenen oraz Elly de Groen-Kouwenhoven, przystępując do grupy Zielonych i Wolnego Sojuszu Europejskiego. Partia nie rozwinęła szerszej działalności, zakończyła działalność 1 stycznia 2008, gdy połączyła się z niewielkim krajowym ugrupowaniem Nederland Transparant.